# 山内修一
山内 修一（やまうち しゅういち）は、日本の地方公務員。京都府企画環境部長や、京都府府民労働部長、京都府文化環境部長等を経て、京都府副知事。

## 人物・経歴
富山県富山市出身。立命館大学法学部卒業後、オイルショックによる就職難を受け、1978年京都府入庁。企画環境部長や、府民労働部長を経て、文化環境部長として京都府立総合資料館建て替えなど北山文化ゾーンの整備を進めた。2010年から副知事を務め、平成30年7月豪雨では対応にあたった。2020年 京都信用保証協会理事長。2022年、瑞宝中綬章受章。